# ريكاردو دي سوزا
ريكاردو دي سوزا هو منافس ألعاب قوى برازيلي، ولد في 21 سبتمبر 1994 في ساو خوسيه في البرازيل.

## وصلات خارجية
- ريكاردو دي سوزا على موقع الاتحاد الدولي لألعاب القوى (الإنجليزية)
- ريكاردو دي سوزا على موقع أوليمبيديا (الإنجليزية)
- ريكاردو دي سوزا على موقع اللجنة الأولمبية البرازيلية (البرتغالية)